# Мальчевський Анатолій Іванович
Анатолій Іванович Мальчевський  – колишній генеральний директор Київського виробничого об'єднання "Київхімволокно". Заслужений працівник промисловості СРСР.

## Життєпис
Народився селі Демешкове.
1953 року закінчив Український державний хіміко-технологічний університет. Після закінчення інституту працював на заводі ДніпроАзот.
З 1964 року працював у Раді Міністрів УРСР, Міністерства хімічної промисловості та інституту ВНДІ «Хімпроект».
Протягом 25 років був директором Київського виробничого об'єднання "Хімволокно". У 1966 році А.І. Мальчевський та колектив Київського комбінату «Київхімволокно» нагороджені Орденом Трудового Червоного Прапора.
1970 по 1977 під керівництвом Мальчевського вперше в історії СРСР було розроблено та освоєно випуск струн для тенісних та бадмінтонових ракеток. Виробнича потужність із випуску струн було доведено до 20 тон на рік, зокрема для тенісних ракеток до 13 тон на рік.
Власник десятків патентів СРСР та незалежної України. У 1987 році став власником патенту і авторського свідоцтва на фільтрувальну тканину, а саме на спосіб отримання тканини з синтетичних ниток (Номер в базі патентів СРСР: 1450845).
У 1990 році Президія Верховної Ради СРСР указом Михайла Горбачова вручив Анатолію Івановичу почесне звання Заслуженого працівника промисловості СРСР та почесну грамоту Президії Верховної Ради СРСР.

## Родина
Син — Мальчевський Ігор Анатолійович. Кандидат технічних наук, керівник Сектору фізико-технічних і математичних наук і заступник начальник Науково-організаційного відділу НАНУ.